# مجلس المبعوثان

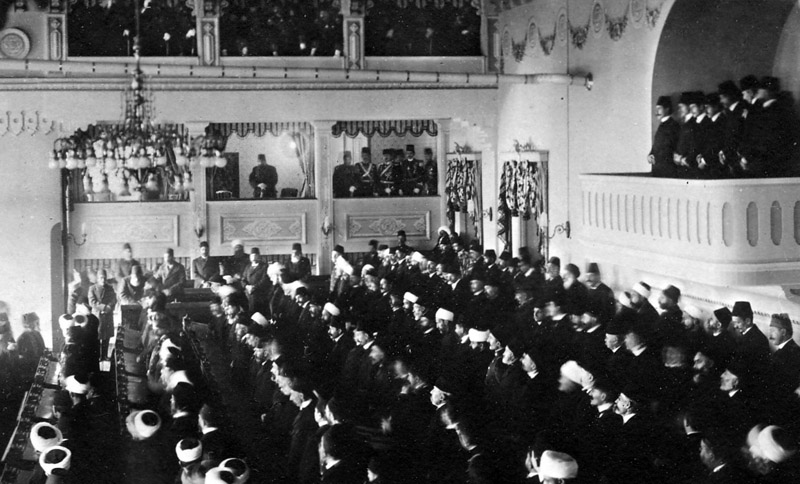
مجلس المبعوثان في ديسمبر 1908 م.

هو البرلمان العثماني أو المجلس النيابي، أسسه السلطان عبد الحميد فأُجريت انتخابات عامة لأول مرة في التاريخ العثماني، وأسفرت عن تمثيل المسلمين في مجلس المبعوثان بـ71 مقعدًا، والمسيحيين بـ44 مقعدًا، و 4 مقاعد لليهود. واجتمع البرلمان رسميًا في 4 ربيع الأول 1294 هـ = 19 مارس 1877م في حفل كبير أُقيم في قاعة الاحتفالات في قصر طولمه باغتشه. بدأ المجلس عمله في جد ونشاط، وناقش بعض المشروعات، مثل: قانون الصحافة، وقانون الانتخابات، وقانون عدم مركزية الحكم، وإقرار الموازنة العامة للحكومة.
لم تطل الحياة النيابية كثيرًا، حيث لم تزد عن 11 شهرًا من تاريخ انعقاده، أصدر بعدها السلطان عبد الحميد قرارا بتعطيل المجلس في 13 صفر 1295 هـ = 14 فبراير 1878م، واستمر هذا التعطيل زهاء 30 عامًا لم تُفتح خلالها قاعة البرلمان مرة واحدة. قبل أن يصدر السلطان عبد الحميد الثاني في 23 جمادى الآخر 1326 هـ = 23 يوليو 1908م قرارًا بإعادة العمل بالدستور، وإعادة النشاط النيابي، فأُجريت انتخابات أخرى موسعة، حيث انتخب نواب من أقاليم لم تكن ممثلة في الدورة الأولى. كان مجلس المبعوثان يتم اختيار أعضائه عن طريق إجراء انتخابات عامة في أنحاء الدولة والأقاليم، يمثل كل نائب 50 ألف فرد من رعايا الدولة الذكور، ومدة العضوية 4 سنوات.